# Henning Wolter
Henning Wolter (* 1964 in Wunstorf) ist deutscher Jazz-Pianist und Komponist.
Henning Wolter studierte bis 1995 an der Musikhochschule in Arnheim (NL) bei Rob van den Broeck und Robert Jan Vermeulen. Während des Studiums gründete er mit dem Bassisten Lucien Matheeuwsen und dem Schlagzeuger Marcel van Cleef das Henning Wolter Trio, das im Mittelpunkt seines künstlerischen Schaffens steht. Weiterhin spielte Henning Wolter unter anderem mit Eric Vloeimans, Gerd Dudek, Jens Winther und Stephan-Max Wirth.
2003 komponierte Henning Wolter die Musik zum Film „Die Helden von Eisenheim“, eine Co-Produktion des zweimaligen Grimme-Preisträgers Werner Kubny, Per Schnell und dem WDR.
Seit 2009 beschäftigt er sich mit der Verknüpfung von Musik und Kryptografie. In Zusammenarbeit mit dem Open-Source-Projekt CrypTool entwarf Henning Wolter 2011 zwei Aufgaben für den internationalen Kryptologiewettbewerb Mystery Twister C3 (MTC3), die sich mit Verschlüsselungsverfahren in der Musik befassen. 2013 entwickelte sich hieraus das Projekt Undercover Job. Unter dem gleichnamigen Titel entstand eine Jazz-CD, die durch in den Eigenkompositionen enthaltene Codes mit einem Online-Spiel verknüpft ist.

## Diskografie (Auswahl)
- 1996 Voyager (Henning Wolter Trio)
- 1998 Two Faces (Henning Wolter Trio)
- 2000 Years of a Trilogy (Henning Wolter Trio)
- 2004 Plan X (Plan X)
- 2005 Illusion (Henning Wolter Quartett)
- 2008 Le Grand Spectacle (Henning Wolter Trio)
- 2009 Multiple Pulse (Stephan-Max Wirth Ensemble, nominiert für den ECHO Jazz)
- 2013 Undercover Job (Henning Wolter Trio)[2]